# Katharina Schratt
Katharina Schratt (ur. 11 września 1853 w Baden, Dolna Austria, zm. 17 kwietnia 1940 w Wiedniu) – aktorka austriacka.
Powszechnie znana jako droga przyjaciółka, łaskawa pani (Meine gnädige Frau) i, w opinii wielu, kochanka cesarza Austrii Franciszka Józefa.
W 1883 zaangażowano ją do cesarsko-królewskiego teatru w Hofburgu (Burgtheater) i wówczas została przedstawiona monarsze (podobno udało jej się rozśmieszyć cesarza, co zdarzało się bardzo rzadko). Dalsza znajomość między aktorką a monarchą została zaaranżowana dzięki cesarzowej Elżbiecie, która czuła wyrzuty sumienia, iż przez swą stałą nieobecność na dworze pozbawia męża kontaktu z kobietami.
Z czasem pomiędzy starzejącym się Franciszkiem Józefem i Kathariną nawiązała się nić sympatii, pojawiła się również miłość (według jednej z wersji po śmierci Elżbiety cesarz i aktorka wzięli potajemny ślub „na wiarę” – czyli zgodny z obrządkiem kościelnym, ale pozostający w tajemnicy). Do dzisiaj nie wiadomo, czy znajomość przybrała charakter erotyczny – z zachowanej korespondencji prywatnej wynika, iż przez kilka pierwszych lat para z pewnością nie przekroczyła tej granicy.
Katharina Schratt w ostatnich latach życia cesarza była jego podporą oraz swoistym „wentylem bezpieczeństwa” – Franciszek Józef mógł się w jej towarzystwie odprężyć i zrelaksować. Była jedną z pierwszych osób dopuszczonych do łóżka zmarłego Habsburga w listopadzie 1916 r.
Katharina była zamężna z Mikołajem von Kiss (zm. 1909), ale rozstała się z nim wiele lat wcześniej.
Była określana Die gnädige Frau (pol. łaskawa pani).